# Školní šikana
Hlavními aktéry šikany ve škole jsou agresoři a oběti, nicméně i být svědkem šikany je špatné pro vývoj dítěte. Na šikanu může narazit každý, výzkum Zdeňka Martínka uvádí, že se s šikanou setkalo 41 % dětí. Výzkumy taktéž ukazují, že s rostoucím věkem dětí ubývá obětí, ale přibývá agresorů, což platí zejména na základních školách.

## Agresoři
Agresoři bývají většinou fyzicky zdatní, starší, silní a obratní jedinci, nemusí to ale platit vždy, agresor může být i slabší jedinec, který je velice inteligentní, bezohledný či krutý. Za agresora je považováno i dítě, které oběti fyzicky či psychicky nenapadá, nýbrž zmanipuluje a zorganizuje skupinu, proti které je oběť bezmocná. Pro agresory je typické dominovat, ovládat druhé, bezohledně se prosazovat. Těší je, když oběť na šikanu reaguje, což jej motivuje k pokračování šikany. Podle výzkumů se agresivita vytváří v předškolním věku. U agresorů bývá vývoj poškozen špatnou výchovou či výskytem deprivace v rodině nebo náhradní rodinné výchově.

### Typy agresorů
Agresor hrubý, fyzický' - jedinec používá k týrání svoji sílu. Jedná se o jedince, ke kterému se v rodině chovali stejným způsobem, tedy za své chyby byl jedinec fyzicky trestán. Agresor nemá doma jasně vymezená pravidla. Jedinci si vyvolané napětí dále vybíjejí na slabších jedincích.
Agresor jemný, kultivovaný – jedinec se k dospělým chová velmi zdvořile, je milý a vždy je ochotný pomoci. Jakmile dospělý není v místnosti, začne šikanovat oběť, většinou ale neubližuje jedinci sám. Agresor má své pomocníky, kteří ochotně plní jeho příkazy. Doma rodiče agresora neustále komandují, hodnotí a dohlíží na něho, jedinec musí plnit neustále jejich příkazy.
Agresor srandista - jedince mají vyučující i kolektiv v oblibě. Osoba nechce mít žádnou zodpovědnost, v případě nějaké překážky ji agresor obejde, nepřekoná ji. Rád ve vyučovacích hodinách vtipkuje, dokáže pobavit učitele i spolužáky. Rodiče agresorů jsou volnomyšlenkářští. Vychovávají dítě stylem 'hlavně si nedělej velkou hlavu, to se vyřeší'.
Agresor spouštějící ekonomickou šikanu - rodiče agresora hodně podporují, kupují mu drahé věci. Jedinci po ničem netouží, neboť všechno mají, ale ničeho si neváží. Rodiče většinou nemají na dítě čas, chybí jim rodičovský cit, někdy upřednostňují kariéru před dítětem. Agresor rozděluje děti ve třídě či skupině, podle toho jak drahé věci ostatní mají, jedinci, kteří mají drahé novinky, jsou na špičce hierarchie.
Speciálním typem agresora je nohsled. Jedinec není iniciátorem při napadení oběti, ale připojí se k agresorovi, neboť má strach, že by se sám stal obětí šikany.

## Oběti
Obětí šikany se může stát kdokoliv. Velmi často jsou šikanované děti, které přijdou nově do kolektivu. Nejčastěji jsou však ohrožené šikanou děti, které mají nějaký handicap, např. děti, které jsou fyzicky slabé a neumí se ubránit případnému fyzickému napadení agresora, nebo nějaká pozorovatelná odlišnost dítěte od ostatních (dítě se zrzavými vlasy, obezita, vzhledová vada atd.). Opovržení skupiny, které může následně vést i k šikaně, může postihnout i dítě, které je ze sociálně slabé rodiny. Podstatný znak oběti šikany je tichost, plachost a citlivost, oběť nerada mluví před ostatními, velmi často se stahuje do sebe. Dalšími znaky oběti je nízké sebevědomí, těžko se prosazuje mezi ostatními, většinou se podřizuje. Dítě se považuje za nezajímavé, nehezké a hloupé.

### Typy oběti
Oběť na první pohled - tito jedinci jsou slabí a bojácní již na první pohled. V kolektivu vrstevníků se neumí prosadit, jsou zamlklí, osamocení a případným vtipům na svoji osobu se neumí bránit. Matky obětí nadměrně tyto jedince ochraňují, upozorňují je, jak je svět nebezpečný.
Oběti vychovávané příliš protektivně – jedinci jsou pod ochranitelskými křídly dospělého (matky či babičky), která si nepřipustí, že dítě už dokáže být samostatné, např. neustále jedince doprovází až do třídy a tam mu chystá věci na lavici. Nevhodné chování dospělého se může snadno stát předmětem posměchu ostatních.
Dalším typem oběti jsou handicapované děti. V současné době se hodně základních škol snaží integrovat postižené děti do kolektivu. Učitel by měl vědět, jaké potřeby má postižený jedinec, neboť jenom tak může dojít k úspěšné integraci. Nepřipravená integrace postiženého jedince velmi ohrožuje.
Učitelské děti jsou nejčastější oběti, zejména pokud rodič učí na stejné škole, kterou navštěvuje i jeho dítě. Ostatní jedinci ve třídě podezírají učitelské děti z toho, že věděly, že se bude psát test, nebo že zrovna dneska budou zkoušeny. V očích ostatních jedinců v kolektivu má učitelské dítě vždy výhodu. A mnohdy většina kolegů-učitelů hodnotí učitelské dítě mírněji než ostatní jedince třídy.